# Ilaria Alpi
Ilaria Alpi (Roma, 24 de mayo de 1961 - Mogadiscio, 20 de marzo de 1994) fue una periodista italiana asesinada en la capital de Somalia junto con su camarógrafo Miran Hrovatin. En 2009, Francesco Fonti, miembro de la organización mafiosa italiana conocida como 'Ndrangheta, aseguró que Ilaria Alpi y su camarógrafo fueron asesinados por haber presenciado el derrame de desechos radioactivos realizados por esta mafia en las costas de Bosaso. Al momento de su muerte se encontraba investigando ciertas irregularidades en la región relacionadas con el tráfico ilegal de armas. Alpi trabajó con medios como la RAI y L'Unità durante gran parte de su carrera.
En la película de 2003 Ilaria Alpi - Il più crudele dei giorni, dirigida por Ferdinando Vincentini Ornagni, la periodista fue interpretada por Giovanna Mezzogiorno.

## Biografía
Alpi se graduó en Literatura tras completar estudios de Cultura Islámica en el Departamento de Estudios Orientales de la Universidad de Roma La Sapienza. Como periodista, la mayor parte de su carrera la desempeñó trabajando para la RAI. Sus restos descansan en el Cementerio Flaminio de Roma.

## Asesinato
Ilaria Alpi llegó por primera vez a Somalia en diciembre de 1992 para cubrir, como corresponsal de TG3, la misión de paz Restore Hope, coordinada y promovida por las Naciones Unidas para poner fin a la guerra civil que estalló en 1991 tras la caída de Siad Barre. Italia también participó en la misión, superando así las reservas del enviado especial para Somalia, Robert B. Oakley, vinculadas a las relaciones ambiguas que el gobierno italiano había mantenido con Barre durante la década de 1980.
Las investigaciones de la periodista se centrarían en un posible tráfico de armas y desechos tóxicos en los que se presumía complicidad de los servicios secretos italianos y las altas instituciones italianas. De hecho, Alpi habría descubierto un tráfico internacional de desechos tóxicos producidos en países industrializados y ubicados en algunos países africanos a cambio de sobornos y armas intercambiadas con grupos políticos locales. En noviembre, el periodista Vincenzo Li Causi había sido asesinado en Somalia en circunstancias misteriosas. Causi había informado a Alpi sobre el tráfico ilícito de residuos tóxicos en el país africano.
El 20 de marzo de 1994, Alpi y Miran Hrovatin fueron asesinados cerca de la embajada italiana tras ser emboscados por un comando de siete hombres mientras se trasladaban en jeep por Mogadiscio. Los periodistas se encontraban regresando de Bosaso tras realizar un reportaje para Rai 3. El ciudadano somalí Hashi Omar Hassan fue sentenciado a 26 años de prisión por el doble crimen.

## Legado
Desde 1995 se entrega el Premio Ilaria Alpi a las mejores producciones periodísticas italianas sobre paz y solidaridad. La película de 2003 Ilaria Alpi - Il più crudele dei giorni de Ferdinando Vicentini Orgnani relata la trágica historia de su asesinato.
En 1997, la agrupación Gang dedicó la canción "Chi ha ucciso Ilaria Alpi?" a la memoria de la periodista. En 2010, la agrupación Pooh escribió la canción "Reporter" del álbum Dove comincia il sole como un homenaje a Ilaria y a su colega Oriana Fallaci.
En 2007 debutó el monólogo teatral "The Holiday", el cual reconstruye el caso de Ilaria y Miran. Fue escrito e interpretado por la actriz Marina Senesi en colaboración con Sabrina Giannini.